# Georges Eekhoud
Pour les articles homonymes, voir Eeckhout.
Œuvres principales
Escal-Vigor
Georges Eekhoud, né le 27 mai 1854 à Anvers et mort le 29 mai 1927 à Schaerbeek, est un écrivain flamand d’expression française, homosexuel et anarchiste, belge.
En 1899, il publie Escal-Vigor au Mercure de France, un des premiers romans modernes qui traite de l'homosexualité. Le livre fait scandale, son auteur est poursuivi. Plusieurs écrivains de renom prennent position en faveur de l'auteur. Un procès à huis clos a lieu, qui se termine par l'acquittement de l'écrivain.
Flamand  par la naissance et l'ascendance, il reçoit, comme Maurice Maeterlinck, Émile Verhaeren ou Georges Rodenbach, une éducation francophone. Il ne  renie jamais intimement son origine flamande. Il choisit d'écrire en français parce que la littérature qui s'écrit dans cette langue, en Belgique, à cette époque, est la littérature prestigieuse, mais il écrit, pour des raisons économiques, des romans populaires en néerlandais sous pseudonyme et il collabore à la presse flamande, sous son nom.

## Biographie
De milieu très modeste, orphelin très jeune, Georges Eekhoud est élevé dans une famille bourgeoise. C'est ainsi qu'il commence ses études à Malines et les poursuit à Granges, en Suisse, à l'institut Breidenstein. Cette dualité, comme la dualité linguistique, marque fortement sa vie et son œuvre. Attentif au mouvement littéraire parisien, il n'y a pas un accès direct. Contrairement à ce qu'on dit souvent, il ne rencontrera Émile Zola ou Paul Verlaine qu'une seule fois et toujours à Bruxelles, où ceux-ci seront de passage. Installé à Bruxelles en 1880, Eekhoud devient rédacteur au quotidien L'Étoile belge et rejoint les fondateurs de la Jeune Belgique, revue à laquelle il participe activement, dès le premier numéro (1er décembre 1881).
C'est en 1883 que paraît son premier roman Kees Doorik, Scène de Polder. Son héros est déjà  un de ces parias auxquels l'écrivain vouera toute sa sympathie. Dans Kermesses et surtout dans La Nouvelle Carthage, Eekhoud affirme son credo social, un intérêt esthétique pour les déshérités et une haine pour la bourgeoisie. Il reste fidèle à la définition qu'en donne Gustave Flaubert : « J'appelle bourgeoisie tout ce qui est de bas » et invente le concept de « belgeoisie ». Il se souvient aussi des mots de Charles De Coster qui fut son répétiteur à l'École militaire : « Vois le peuple, le peuple partout ! La bourgeoisie est la même partout ». De telles opinions le conduisent à quitter la Jeune Belgique pour rejoindre le groupe du Coq rouge. À la même époque, il se rallie aux idées de l'avocat Edmond Picard, franc-maçon, premier sénateur socialiste et également antisémite virulent.
Ainsi, il participe en 1892 à la fondation de L'Art social avec Camille Lemonnier, Émile Verhaeren et des dirigeants socialistes comme Émile Vandervelde. Il réalise également la partie littéraire d'un Annuaire pour la Section d'art de la Maison du Peuple.
La même année, il s'affilie, par l'entremise de l'anarchiste Bernard Lazare, aux Entretiens politiques et littéraires, revue parisienne de sensibilité libertaire qui défend les symbolistes et qui deviendra plus tard le « Mercure de France », dont il sera le correspondant pour la Belgique pendant vingt ans.
La rencontre avec Sander Pierron en 1891 marque profondément son existence. Eekhoud permet au jeune ouvrier typographe exploité de sortir de sa triste condition sociale en l'engageant comme secrétaire et en l'initiant à l'écriture narrative. Une grande complicité s'installe entre eux. Les deux cent cinquante courriers échangés par les deux hommes et le journal tenu par Eekhoud rassemblés dans un ouvrage intitulé Mon bien-aimé petit Sander attestent une véritable relation sentimentale vécue discrètement par les deux hommes mariés et consentie par leurs épouses respectives.
Georges Eekhoud aborde les amours entre hommes premièrement dans ses nouvelles, publiées dans les recueils Kermesses (1884),  Nouvelles Kermesses (1887), Cycle patibulaire (1892/1896) et Mes Communions (1895/1897). En 1899, il publie son roman Escal-Vigor qui fait scandale en tant que premier roman en littérature française belge à traiter ouvertement de l'homosexualité.

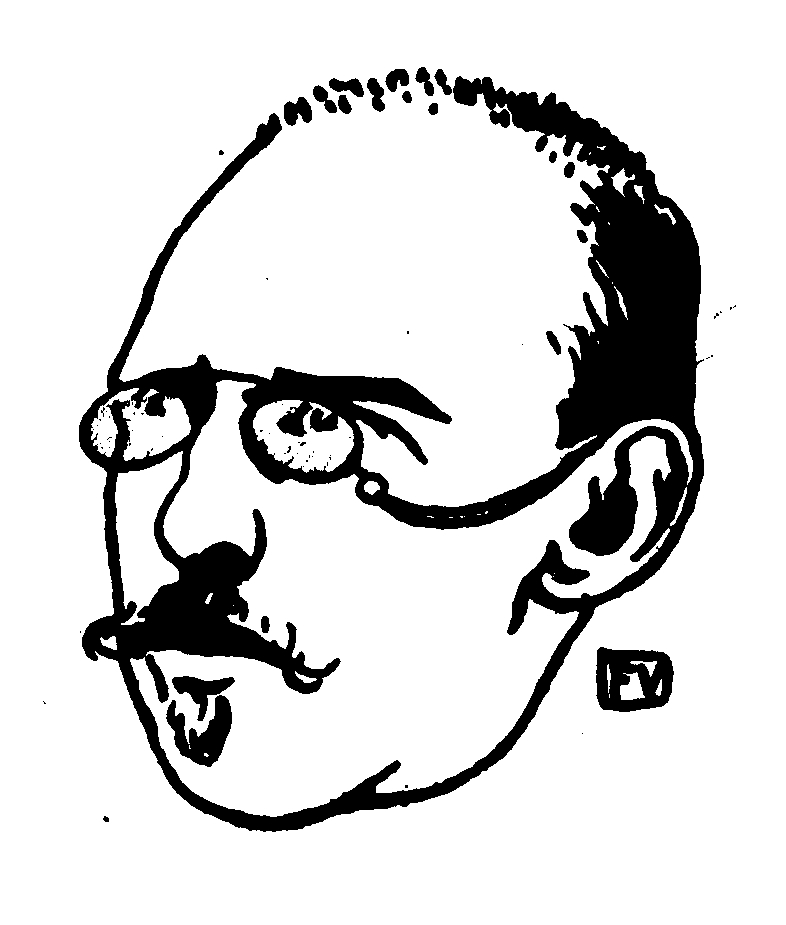
Portrait de Georges Eekhoud par Félix Vallotton
paru dans Le Livre des masques de Remy de Gourmont (1896).

En 1900, quelques mois avant le procès intenté à Georges Eekhoud, paraît dans les Annales des sexualités intermédiaires et en particulier de l'homosexualité, revue dirigée par Magnus Hirschfeld, un long article en allemand intitulé « Georges Eekhoud. Avant-propos ». Il est signé Numa Prætorius. Son objectif est de présenter aux lecteurs l'œuvre de Georges Eekhoud. C'est une curieuse analyse, quasiment nouvelle par nouvelle, de ce que les ouvrages de Georges Eekhoud peuvent contenir d'éléments correspondant à ce qu'on appellera, à notre époque, la culture homosexuelle. Le dépouillement est long, minutieux et explicite ; l'article qui fait suite dans le même numéro de la revue a pour titre « Un illustre uraniste du XVIIe siècle. Jérôme Duquesnoy, sculpteur flamand ». Il est rédigé en français et est signé par Georges Eekhoud. Cet ensemble est suivi de deux articles peu connus d'Eekhoud, parus dans la revue Akademos en 1909 et de la traduction en français d’autres articles de Numa Praetorius sur Georges Eekhoud. On trouvera encore un curieux article d'Eekhoud paru dans L'Effort éclectique de Georges Thonar après le procès d'Escal-Vigor. Loin de revendiquer simplement la totale liberté de l’écrivain, Eekhoud situe Escal-Vigor et le procès auquel il donne lieu dans une perspective historique et politique. Dans tous les articles réunis ici, Eekhoud parle de l’uranisme tandis que d’autres, avec son approbation, parlent de lui comme du grand écrivain, qui le premier parmi les modernes, peint des uranistes avec sympathie et sensibilité.
Vers 1905, il accueille chez lui l'écrivain néerlandais Jacob Israël de Haan. Celui-ci fuit les huées de ses amis socialistes et artistes après le scandale causé par la parution de son roman à thématique ouvertement homosexuelle Pijpelijntjes. Une profonde amitié s'installe entre les deux hommes. De Haan traduit en vers Escal-Vigor, Les Libertins d'Anvers et La Nouvelle Carthage. Dans l'épilogue de son Escal-Vigor, il écrit un hommage chaleureux à Eekhoud. Eekhoud, de son côté, rédige en 1908 la préface du deuxième roman de de Haan Pathologieën: De ondergang van Johan van Vere de With, dans laquelle il défend la liberté des écrivains d'écrire à propos  de tout ce qui se passe dans la société.
En 1907-1909, Eekhoud joue un rôle important dans la revue Akademos, première revue en français qui défend les amours entre hommes, fondée par Jacques d’Adelswärd-Fersen. Fersen s’adresse à Eekhoud pour demander son aide à mettre en place la revue, à trouver des collaborateurs et pour solliciter des articles du romancier belge. Eekhoud soumet deux articles à la revue et propose plusieurs collaborateurs à Jacques d’Adelswärd-Fersen. Douze numéros mensuels d’Akademos seront publiés en 1909 avant que la publication ne cesse pour des raisons financières.
Cependant, voir en Eekhoud un auteur naturaliste manichéen est aussi réducteur que de lui accoler les étiquettes d'écrivain « régionaliste » ou de peintre de l'homosexualité masculine ; c'est oublier qu'il est avant tout un esthète aux goûts paradoxaux, un poète lyrique qui excelle dans l'évocation des ports ou des foules :
« À l'horizon, des voiles fuyaient vers la mer, des cheminées de steamers déployaient, sur le gris laiteux et perlé du ciel, de longues banderoles moutonnantes, pareils à des exilés qui agitent leurs mouchoirs, en signe d'adieu, aussi longtemps qu'ils sont en vue des rives aimées. Des mouettes éparpillaient des vols d'ailes blanches sur la nappe verdâtre et blonde, aux dégradations si douces et si subtiles qu'elles désoleront éternellement les marinistes. » (La Nouvelle Carthage)

## Citation
- Maurice Wilmotte justifie le choix du jury qui accorde le prix quinquennal à Eekhoud pour La Nouvelle Carthage (11 mars 1894) :

« En vous proposant, Monsieur le ministre, d'accorder le prix quinquennal de littérature française à La Nouvelle Carthage, nous avons cru rendre un hommage d'équité à celui de tous nos écrivains qui doit le plus à lui-même et le moins à l'esprit de secte ou de coterie et en général aux influences étrangères. S'il était supérieur à ses concurrents par son originalité manifeste, il les égalait d'un autre côté par sa technique littéraire et sa haute et large compréhension. Ce qui caractérise M. Eekhoud plus que tout autre artiste belge, c'est la sincérité d'impression et le labeur probe dont ses ouvrages portent l'inimitable cachet. Tels ses ouvrages, tel l'homme lui-même. La religion de la souffrance humaine résume, semble-t-il, les aspirations si variées et parfois si ondoyantes de M. Eekhoud. Cet artiste à la patte rude, au verbe mâle et coloré, est aussi un sensitif dont la plume a des délicatesses infinies pour décrire les infortunes qui se cachent dans l'obscurité indifférente des villes. Toujours, quel que soit son thème, M. Eekhoud reste l'observateur sincère, attentif et ému, du même peuple et de la même nature. Et cet observateur est en même temps bien personnel : sa personnalité déborde dans ses œuvres sous les ingénieux déguisements d'une fiction romanesque mais si elle s'y manifeste avec une indéniable vigueur, elle n'apporte toutefois avec elle aucun étalage de vanité, aucune affirmation déplaisante d'un moi bouffi et mesquin. Elle ignore cette psychologie égoïste qui ramène à la glorification de l'individu toutes les conquêtes d'un cerveau généreusement doué. Elle est largement humaine et capable de la plus rare des abnégations. »

## Commentaires

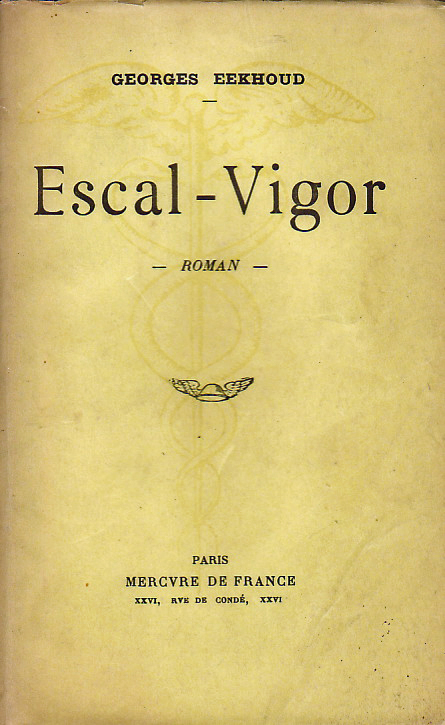
Frontispice de la de 1930 par le Mercure de France

- En 1997, dans sa thèse de doctorat de littérature française consacrée à Eekoud l'étranger. La vie et l'œuvre d'un écrivain belge méconnu, Mirande Lucien « établit la vérité sur ses origines, moins patriciennes qu'il ne l'avait laissé entendre, montre son implication dans le mouvement anarchiste et apporte la preuve de l'homosexualité militante de l'auteur d'Escal-Vigor. La vie de l'homme engagé et généreux est replacée dans le contexte de son pays à l'aube de son histoire nationale, à une époque où celui-ci est au centre des tentations expansionnistes de la France comme de l'Allemagne »[13].
- Évoquant le roman Escal-Vigor, l'historienne Caroline Granier précise : « Georges Eekhoud oppose, au sein d’une fiction, une véritable « utopie » à l’idéologie dominante sur la sexualité, se montrant ici en quelque sorte « en avance » sur son temps, et bien loin des théoriciens anarchistes de son époque. En nous présentant des héros marginaux, affirmant leur différence et fiers de leur capacité de rupture, Eekhoud déplace le regard des lecteurs : une vision utopique est à l’œuvre dans le roman, vision qui contribue à lutter contre les règles d’une société fondée exclusivement sur le profit, et imposant une sexualité normative et aliénante. Car il s’agit bien d’une contestation globale qui, par le biais d’une revendication homosexuelle, remet en cause les rapports politiques et sociaux dans leur ensemble »[14].

## Œuvres (sélection)
- Myrtes et cyprès, poèmes, Paris, Jouaust, 1877.
- Zigzags poétiques, poèmes, Paris, Jouaust, 1877.
- La Danse macabre  du pont de Lucerne, conte fantastique, 1878.
- Les Pittoresques, poèmes, Paris/Bruxelles, Librairie des Bibliophiles/Librairie Muquardt, 1879.
- Kees Doorik, roman, Bruxelles, Hochsteyn, 1883
- Kermesses, contes, Bruxelles, Henry Kistemaeckers, 1885[15]
- Les Milices de Saint-François, roman, Bruxelles, Veuve Monnom, 1886.
- Les Nouvelles Kermesses, nouvelles, Bruxelles, Veuve Monnom, 1887.
- La Nouvelle Carthage, roman, Bruxelles, Kistemaeckers, 1888[15]. Réédition Espace Nord, 2015
- Les Fusillés de Malines, roman, Bruxelles, Lacomblez, 1891.
- Le Cycle patibulaire, nouvelles, Bruxelles, Kistemaeckers, 1892.
- Mes communions, nouvelles, Bruxelles, Kistemaeckers, 1895.
- Escal-Vigor, roman, Paris, Mercure de France, 1899[15].
- L'autre vue, roman, Paris, Mercure de France, 1904.
- Voyous de Velours, 1904-1926. Réédition, Espace Nord, Bruxelles, 2024, 250 pp.
- Les Libertins d'Anvers. Légende et histoire des loïstes, récit, Paris, Mercure de France, 1912. Réédition éditions Aden, 2009.
- La danse macabre du Pont de Lucerne, 1920.
- Dernières Kermesses, nouvelles, Bruxelles, Ed. de la Soupente, 1920.
- Le Terroir Incarné, roman, Bruxelles, La Renaissance d'Occident, 1922.
- Magrice en Flandre ou Le buisson des mendiants, roman, Bruxelles, Les Cinquante, 1927.
- Voyous de velours ou L'autre vue, roman, Bruxelles, La Renaissance du Livre, 1926 ; Mirande Lucien éd., Montpellier, Gaykitschcamp, 2015.
- Proses plastiques, Bruxelles, La Renaissance du Livre, 1929.
- Le Quadrille du lancier, Mirande Lucien éd., Montpellier, Gaykitschcamp, 2015.

### Travaux universitaires
- Mirande Lucien, Eekoud l'étranger. La vie et l'œuvre d'un écrivain belge méconnu, thèse de doctorat de littérature française, s/ la direction de Philippe Bonnefis, Université Lille III, 24 janvier 1997, présentation en ligne./ref>.
- Caroline Granier, Nous sommes des briseurs de formules. Les écrivains anarchistes en France à la fin du dix-neuvième siècle, Thèse de doctorat, Université Paris-VIII, 6 décembre 2003, publiée chez Ressouvenances, 2008, extraits en ligne.

### Notices
- Émile Verhaeren, Georges Eekhoud, L'Art Moderne, 18 septembre 1892, texte intégral.
- René Bianco : 100 ans de presse anarchiste - notice bibliographique.
- J. Lacroix, Georges Eekhoud, Service du livre luxembourgeois, n°45, fascicule 2, notice bibliographique.
- Centre de recherche du l'Europe littéraire : notice biographique.
- COBRA.be : notice biographique en flamand.